# Tess (film)
Tess je francouzsko-britský dramatický film z roku 1979, který režíroval Roman Polański podle románu Tess of the d'Urbervilles: A Pure Woman Faithfully Presented z roku 1891 Thomase Hardyho. Hlavní roli ztvárnila Nastassja Kinski.

## Děj
Film se odehrává v 19. století ve viktoriánské jižní Anglii. Chudý Jack Durbeyfield pošle svou dceru Tess žít k bohatým d'Urbervillům, protože zjistí, že jsou vzdáleně příbuzní. Tess zde dostane práci, ale je znásilněna Alecem d'Urberville. Tess otěhotní a uteče zpět ke své rodině. Dítě však při porodu zemře. Tess se stane služkou. Zamiluje se do pastorova syna Angela a vezmou se. Když Angelovi řekne o své minulosti, ten ji zavrhne a odjede do zámoří. Tess se znovu setkává s Alecem. Když se Angel po těžké nemoci vrátí z Brazílie, najde Tess a Aleca, jak spolu žijí v penzionu. Tess ponižovaná Alecem ho nakonec zavraždí a uteče s Angelem. Je zatčena ve Stonehenge a popravena ve Winchesteru ve Wessexu.

## Obsazení
| Nastassja Kinski | Tess Durbeyfield  |
| Peter Firth      | Angel Clare       |
| Leigh Lawson     | Alec d'Urberville |
| John Collin      | John Durbeyfield  |
| Rosemary Martin  | paní Durbeyfield  |
| Carolyn Pickles  | Miriam            |
| Richard Pearson  | vikář             |
| Suzanna Hamilton | Izz               |
| Arielle Dombasle | Mercy Chant       |
| Jimmy Gardner    | Pedlar            |

## Ocenění
- Oscar: nejlepší výprava (Pierre Guffroy, Jack Stephens), nejlepší kamera (Ghislain Cloquet, Geoffrey Unsworth) a nejlepší kostýmy (Anthony Powell); nominace v kategoriích nejlepší film, nejlepší režie (Roman Polański) a nejlepší filmová hudba (Philippe Sarde)
- Zlatý glóbus: nejlepší zahraniční film; nominace v kategoriích nejlepší režisér (Roman Polański) a nejlepší herečka (Nastassja Kinski)
- BAFTA: nejlepší kamera (Ghislain Cloquet a Geoffrey Unsworth), nominace v kategoriích
- César: nejlepší film, nejlepší režie (Roman Polański) a nejlepší kamera (Ghislain Cloquet, Geoffrey Unsworth); nominace v kategorii nejlepší herečka (Nastassja Kinski)
- New York Film Critics Circle Award: nejlepší kamera (Ghislain Cloquet a Geoffrey Unsworth)
- Los Angeles Film Critics Association Award: nejlepší kamera (Ghislain Cloquet a Geoffrey Unsworth)